# 타이타닉의 최후
《타이타닉의 최후》(Titanic)는 미국에서 제작된 진 네글레스코 감독의 1953년 드라마, 멜로/로맨스 영화이다. 클리프톤 웹 등이 주연으로 출연하였고 찰스 브래킷 등이 제작에 참여하였다.
1912년 4월 14일 발생한 RMS 타이타닉의 불운의 여행을 줄거리로 담고 있다. 침몰 41주년 다음 날에 개봉되었다.
이 영화는 아카데미 각본상을 받았다.

## 출연

### 주연
- 클리프톤 웹
- 바바라 스탠윅

### 조연
- 로버트 와그너
- 오드리 달튼
- 델마 리터
- 브라이언 아언
- 리차드 베이스하트

## 기타
- 세트: 스튜어트 A. 레이스
- 의상: 도로시 지킨스